# Militia (organisation)
Pour les articles homonymes, voir Militia.
Militia est un groupe italien néonazi fondé par Maurizio Boccacci, ancien dirigeant du Movimento Politico, un groupe interdit de skinheads d'extrême droite.

## Histoire
Le groupe attire l'attention pour la première fois en 2008 lorsque Boccacci est poursuivi en justice pour graffiti antisémite et négationniste de l'Holocauste.
D'autres poursuites sont engagées en 2010 à la suite d'attaques contre le groupe, provoquées par de nouveaux graffitis antisémites qui avaient été mis en place en réponse à des déclarations de dirigeants politiques et religieux soutenant le maintien de l'existence d'Israël. Parmi les objets saisis lors des raids, il y avait des machettes, des bâtons de baseball, un uniforme de l'armée israélienne et des outils utilisés pour peindre des graffitis.